# (31505) 1999 CE74
1999 CE74 (asteroide 31505) é um asteroide da cintura principal. Possui uma excentricidade de 0.14030610 e uma inclinação de 1.60736º.
Este asteroide foi descoberto no dia 12 de fevereiro de 1999 por LINEAR em Socorro.